# Abraxas semiusta
Abraxas semiusta är en fjärilsart som beskrevs av Reginald James West 1929.
Abraxas semiusta ingår i släktet Abraxas och familjen mätare. Inga underarter finns listade i Catalogue of Life.